# Liste der Biografien/Dorn
Liste der Biografien |
Portal Biografien |
Personensuche
# |
A |
B |
C |
D |
E |
F |
G |
H |
I |
J |
K |
L |
M |
N |
O |
P |
Q |
R |
S |
T |
U |
V |
W |
X |
Y |
Z |
?
 
Da |
Db |
Dc |
Dd |
De |
Dg |
Dh |
Di |
Dj |
Dk |
Dl |
Dm |
Dn |
Do |
Dq |
Dr |
Ds |
Du |
Dv |
Dw |
Dy |
Dz
 
Doa |
Dob |
Doc |
Dod |
Doe |
Dof |
Dog |
Doh |
Doi |
Doj |
Dok |
Dol |
Dom |
Don |
Doo |
Dop |
Doq |
Dor |
Dos |
Dot |
Dou |
Dov |
Dow |
Dox |
Doy |
Doz
 
Dora |
Dorb |
Dorc |
Dord |
Dore |
Dorf |
Dorg |
Dorh |
Dori |
Dorj |
Dork |
Dorl |
Dorm |
Dorn |
Doro |
Dorp |
Dorr |
Dors |
Dort |
Doru |
Dorv |
Dorw |
Dory |
Dorz
Die Liste der Biografien führt alle Personen auf, die in der deutschsprachigen Wikipedia einen Artikel haben. Dieses ist eine Teilliste mit 312 Einträgen von Personen, deren Namen mit den Buchstaben „Dorn“ beginnt.

## Dorn
- Dorn, Alexander (1833–1901), deutscher Komponist der Romantik
- Dorn, Alexander von (1838–1919), österreichischer Volkswirt und Publizist
- Dorn, Alois (1908–1985), österreichischer bildender Künstler
- Dorn, Angela (* 1982), deutsche Politikerin (Bündnis 90/Die Grünen), MdL
- Dorn, Anja (* 1971), deutsche Museumsdirektorin und Kuratorin
- Dorn, Anna, österreichische Köchin und Kochbuchautorin
- Dorn, Anne (1925–2017), deutsche Schriftstellerin
- Dorn, Annette (1942–2011), deutsche Filmeditorin
- Dorn, Anton Magnus (* 1940), deutscher Journalist und Journalismuslehrer
- Dorn, Antonio (* 2003), deutscher Basketballspieler
- Dorn, Attila (* 1970), deutscher SängerAttila Dorn (* 1970)

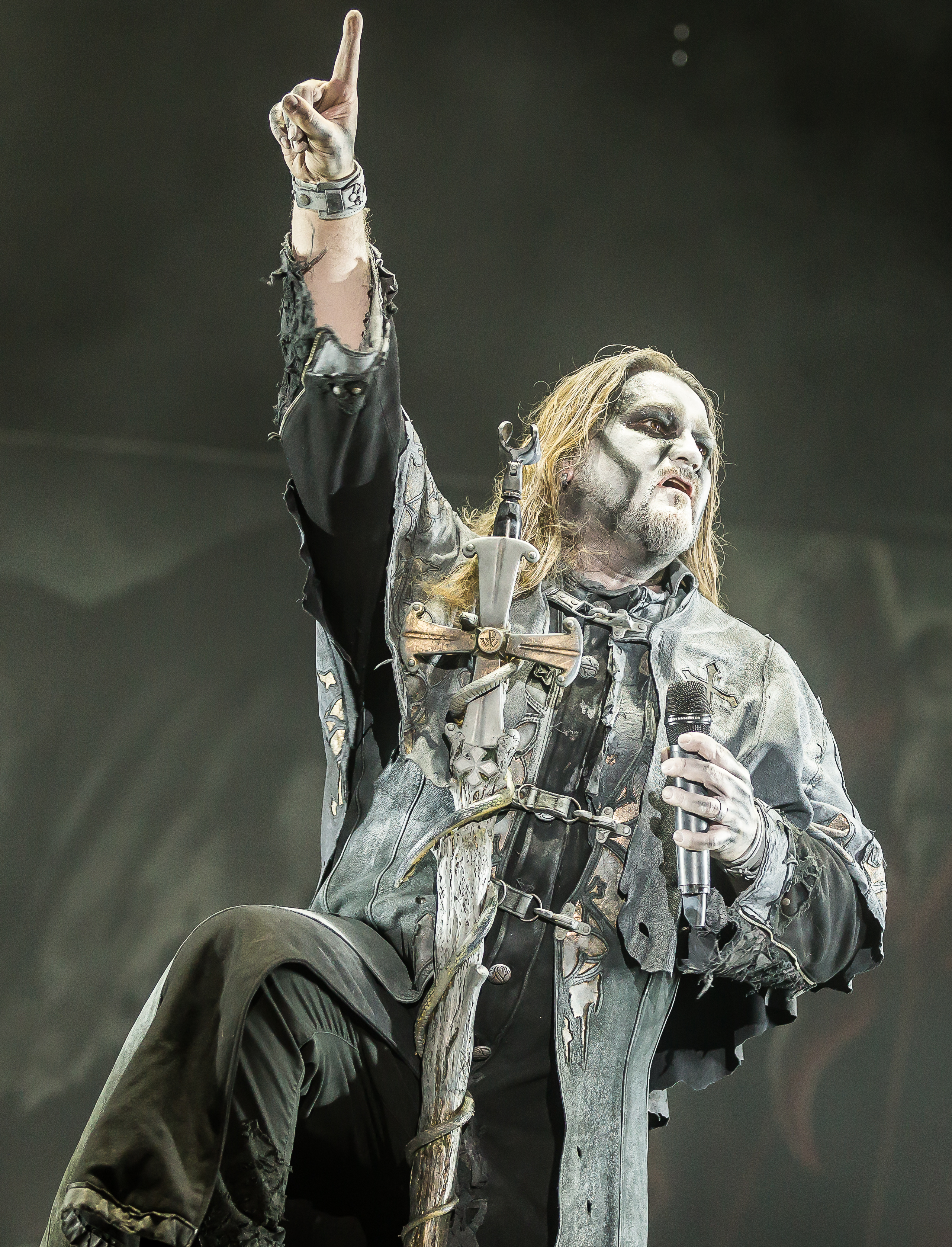
Attila Dorn (* 1970)

- Dorn, Bartholomäus (1875–1949), deutscher Politiker (CSU), Mitglied der Verfassunggebenden Landesversammlung in Bayern
- Dorn, Benedikt, deutscher Sänger
- Dorn, Bernhard (1805–1881), deutsch-russischer Orientalist
- Dorn, Christian (* 1928), österreichischer Schauspieler und Hörspielsprecher
- Dorn, Dieter (* 1935), deutscher Schauspieler, Regisseur und IntendantDieter Dorn (* 1935)

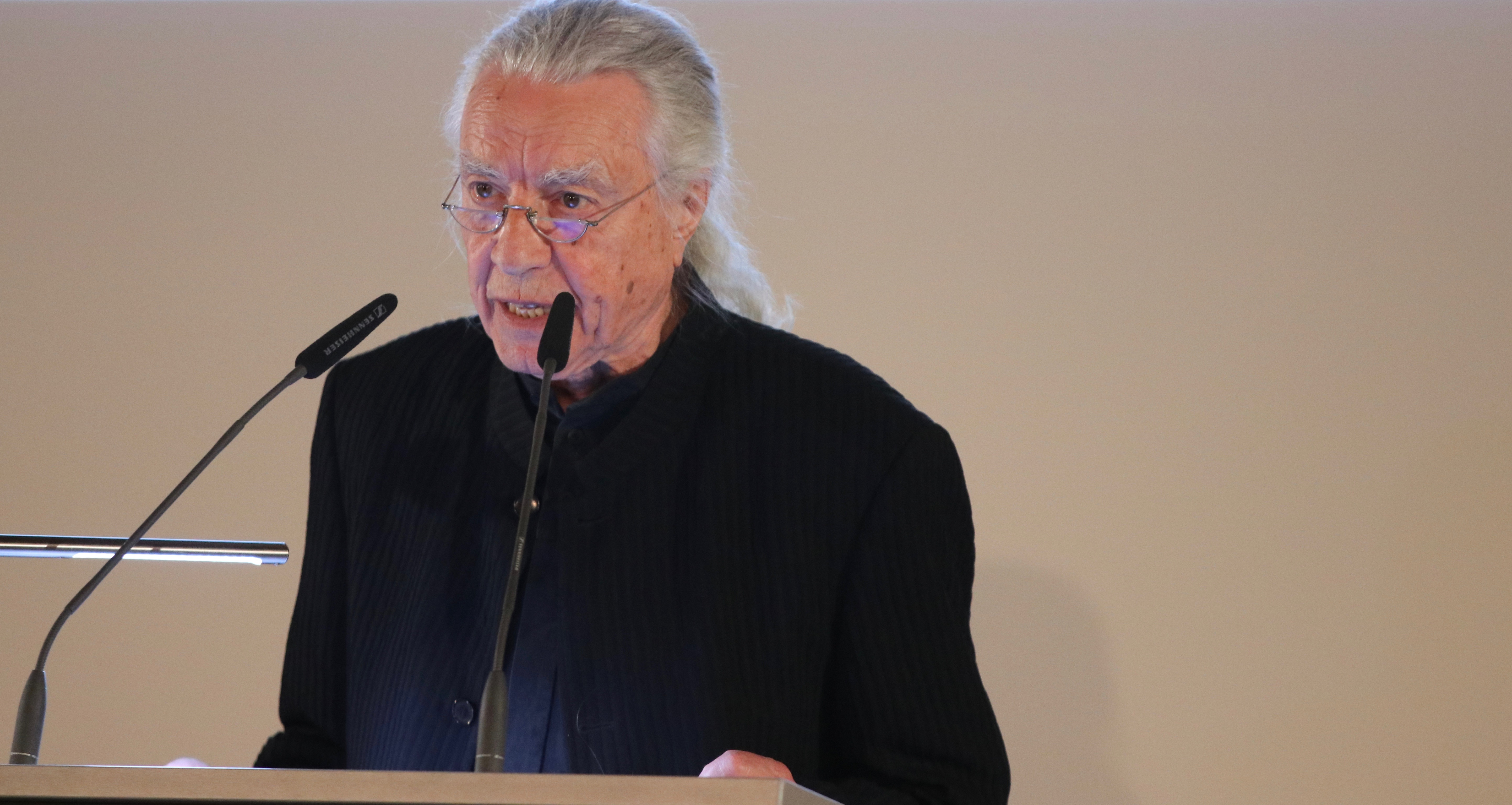
Dieter Dorn (* 1935)

- Dorn, Dody (* 1955), US-amerikanische Filmeditorin
- Dorn, Dolores (1934–2019), US-amerikanische Schauspielerin
- Dorn, Erich (1907–1987), deutscher Radsportler
- Dorn, Ernst (1889–1927), deutscher Maler
- Dorn, Ernst (1924–2012), deutscher Heimatforscher
- Dorn, Fiona, US-amerikanisch-deutsche Schauspielerin und Synchronsprecherin
- Dorn, Florian (* 1986), deutscher Politiker (CSU) und Volkswirt
- Dorn, Francis E. (1911–1987), US-amerikanischer Jurist und Politiker
- Dorn, Frank (1901–1981), US-amerikanischer Offizier, Brigadegeneral der US-Army
- Dorn, Franz (* 1954), deutscher Rechtswissenschaftler
- Dorn, Friedrich, deutscher Physiker
- Dorn, Friedrich (1861–1901), deutscher Landschaftsmaler und Marinemaler sowie Grafiker der Düsseldorfer Schule
- Dorn, Friedrich (1906–1970), deutscher Manager in der Zellstoffindustrie
- Dorn, Friedrich Ernst (1848–1916), deutscher Physiker
- Dorn, Gerhard, Mediziner, Alchemist, Übersetzer und Herausgeber
- Dorn, Hanns (1878–1934), deutscher Ökonom, Sozialwissenschaftler und Publizist
- Dorn, Hans, deutscher Formschneider, Buchführer, Buchhändler und Buchdrucker in Braunschweig
- Dorn, Hans († 1506), österreichischer Dominikaner, Schöpfer von Sonnenuhren und astronomischen Instrumenten
- Dorn, Hans († 1594), württembergischer Maler und Zeichner
- Dorn, Hans (1928–2018), deutscher Landschaftsarchitekt und Aktivist der Landschaftsarchitektenverbände
- Dorn, Heinrich (1804–1892), deutscher Komponist der Romantik, Dirigent und Musikdirektor
- Dorn, Heinrich, deutscher Politiker in der bayerischen Abgeordnetenkammer (Vereinigte Liberale)
- Dorn, Herbert (1887–1957), deutscher Jurist und Wirtschaftswissenschaftler
- Dorn, Herbert (* 1920), deutscher Fußballspieler
- Dorn, Hubert (* 1956), deutscher Politiker (BP), Vorsitzender der BayernparteiHubert Dorn (* 1956)

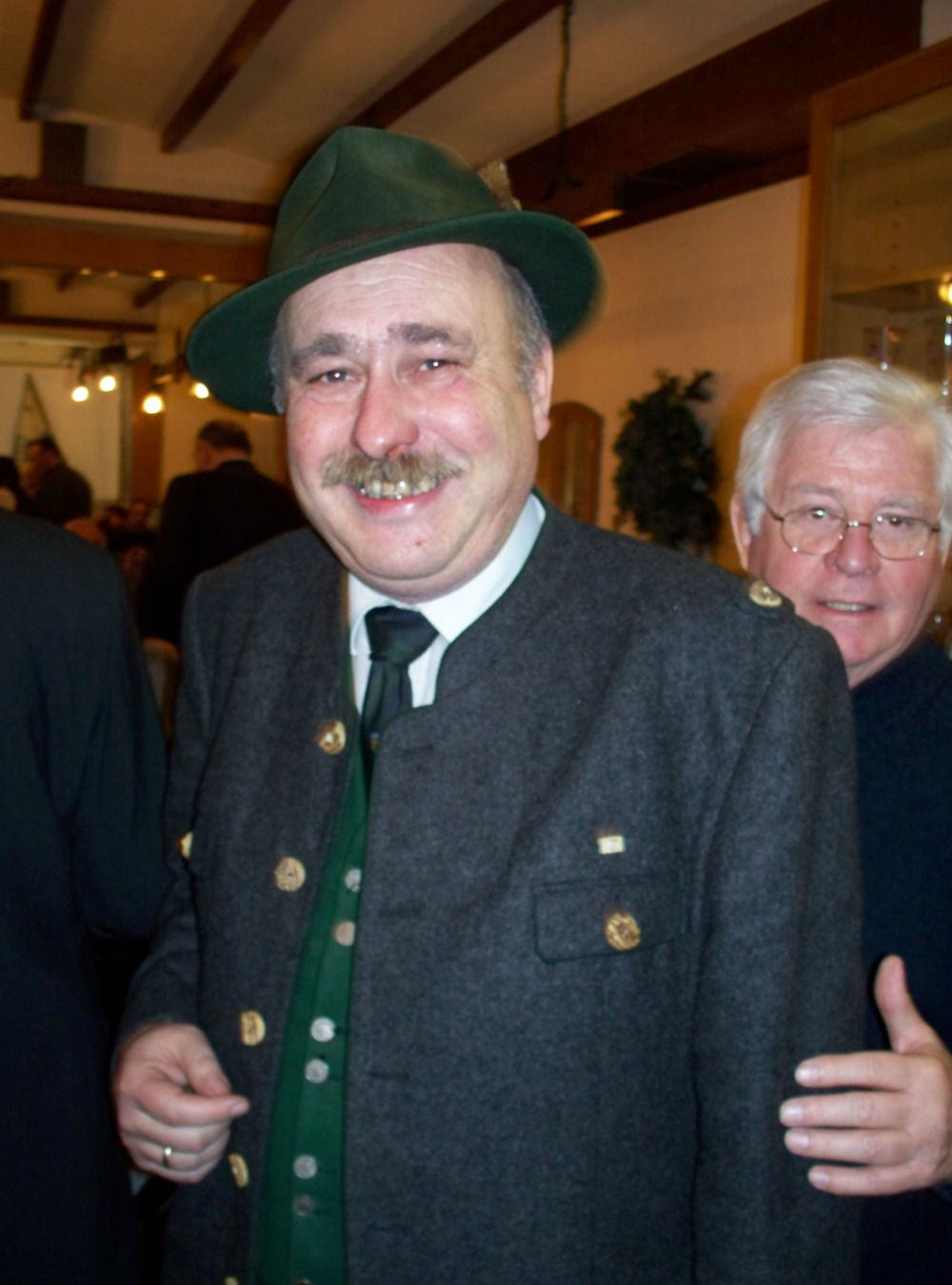
Hubert Dorn (* 1956)

- Dorn, Jerry ver (1949–2022), US-amerikanischer Schauspieler
- Dorn, Joel (1942–2007), US-amerikanischer Jazz- und R&B-Musikproduzent
- Dorn, Johannes (1853–1925), deutscher Landwirt und Amateurarchäologe
- Dorn, Jonathan, US-amerikanischer Tubist
- Dorn, Joseph (1759–1841), Maler, Restaurator und Galerieinspektor
- Dorn, Julia (* 1969), deutsche Juristin
- Dorn, Karl († 1537), deutscher Benediktiner und Abt
- Dorn, Käthe (* 1866), deutsche Autorin
- Dorn, Leo (1836–1915), deutscher Alpinist und Jäger
- Dorn, Ludwig (1900–1986), deutscher römisch-katholischer Pfarrer und Historiker
- Dorn, Ludwik (1954–2022), polnischer Politiker, Mitglied des Sejm
- Dorn, Luitpold (1935–2007), deutscher Journalist und Autor
- Dorn, Martin (1935–2013), deutscher Volkswirt und Politiker (CDU), MdL
- Dorn, Martin Eberhard (1710–1752), deutscher Buchdrucker
- Dorn, Michael (* 1952), US-amerikanischer Schauspieler, Synchronsprecher und RegisseurMichael Dorn (* 1952)

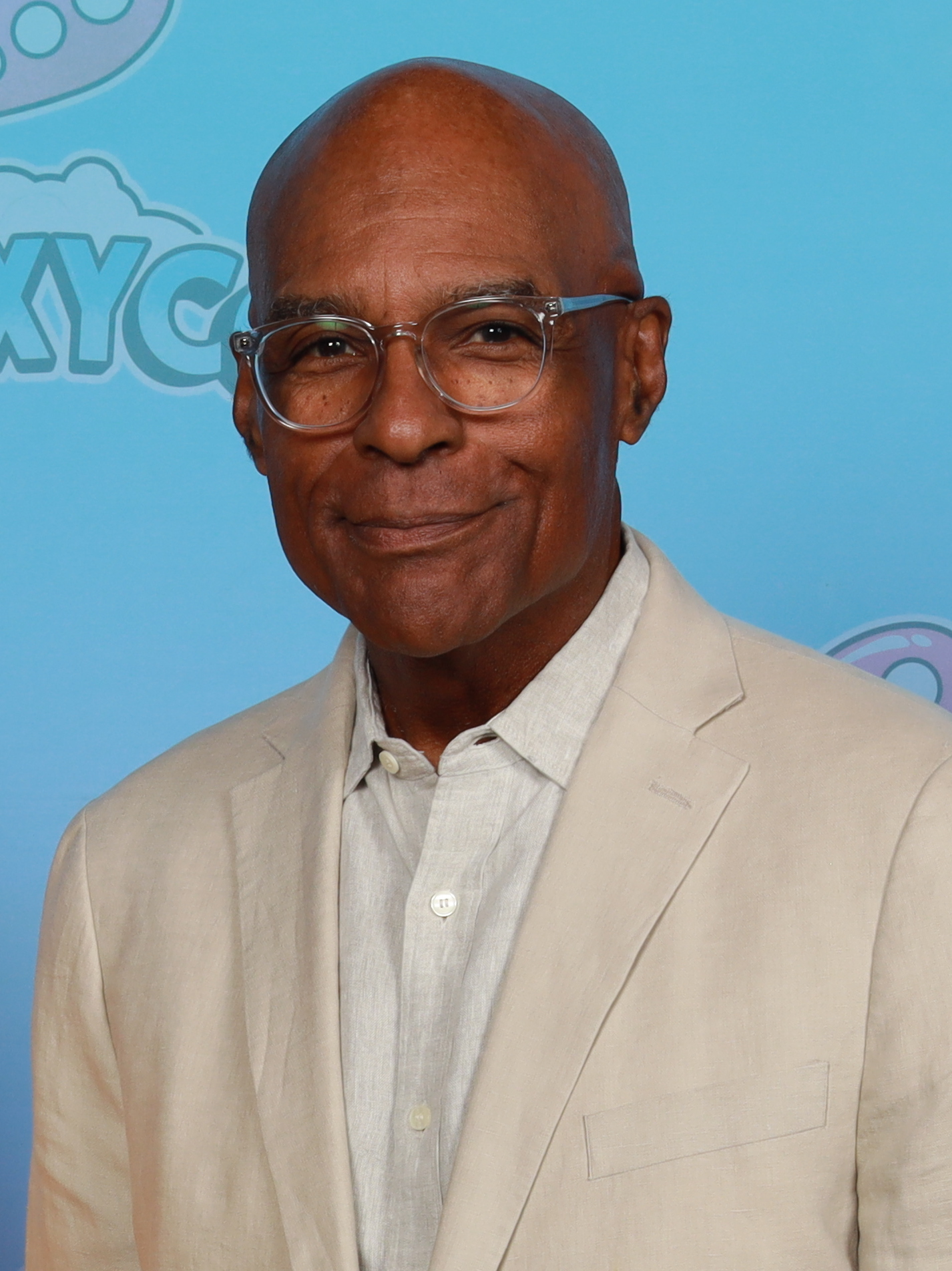
Michael Dorn (* 1952)

- Dorn, Michael (1968–2012), deutscher Schauspieler
- Dorn, Niklas (* 1995), deutscher Freistilringer
- Dorn, Paul (1901–1959), deutscher Geologe
- Dorn, Paul (* 1905), deutscher Refrainsänger
- Dorn, Peter (* 1931), deutscher Komponist
- Dorn, Peter (1938–2024), deutscher Grafiker und Installationskünstler
- Dorn, Pius (* 1996), deutscher Fußballspieler
- Dorn, Rafael (* 1985), österreichischer Fußballspieler und Trainer
- Dorn, Régis (* 1979), französischer Fußballspieler
- Dorn, Reinhard (1934–1982), deutscher Architekt, Sachbuchautor und Hochschuldozent
- Dorn, Rüdiger (* 1969), deutscher Spieleautor
- Dorn, Sabine (* 1964), deutsche Politikerin (CDU, FDP), MdBB
- Dorn, Sebastian (1705–1778), deutscher Kupferstecher
- Dorn, Silvia (* 1947), Schweizer Entomologin
- Dorn, Thea (* 1970), deutsche Schriftstellerin und FernsehmoderatorinThea Dorn (* 1970)

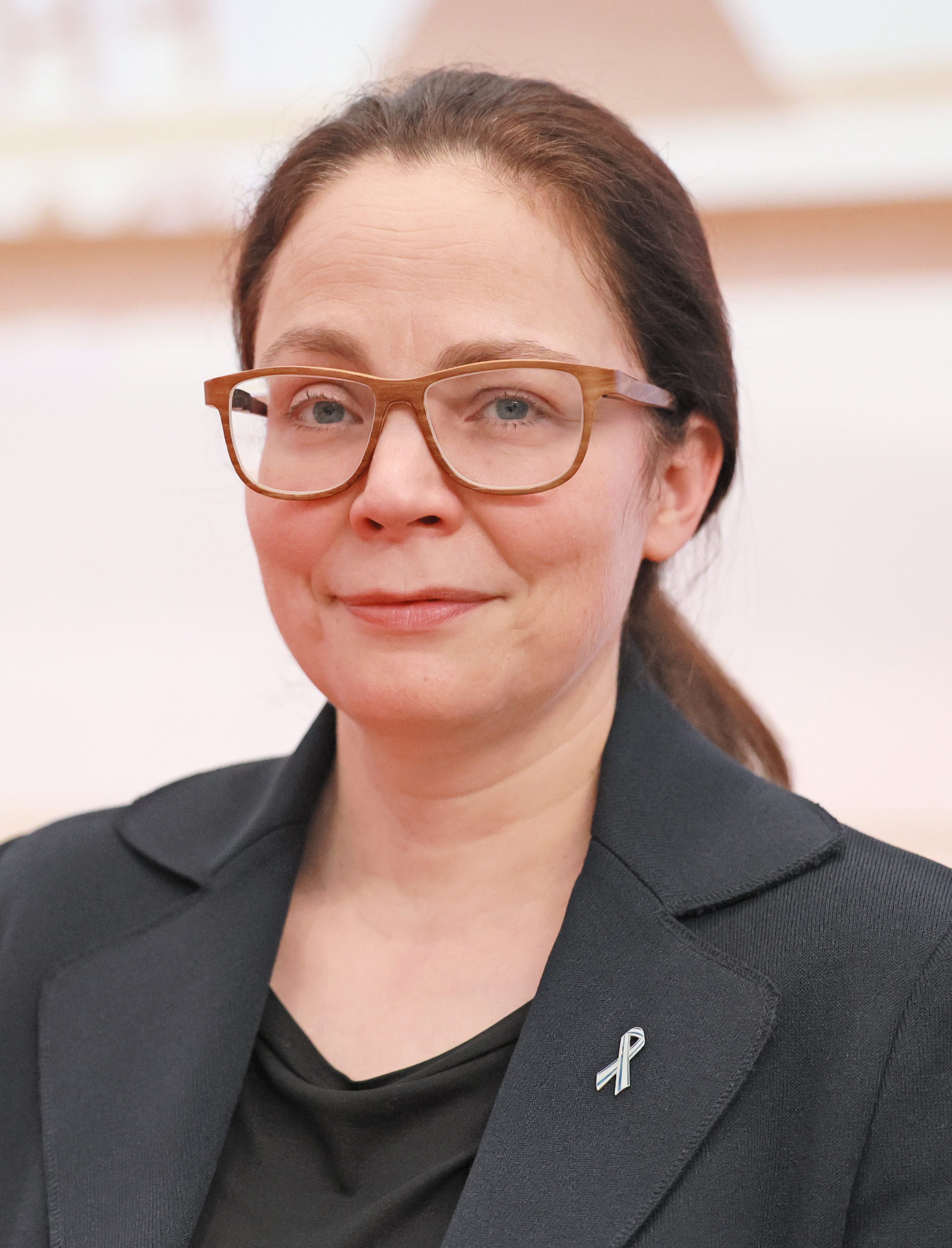
Thea Dorn (* 1970)

- Dorn, Walter (1891–1957), deutscher Verleger
- Dorn, Walter L. (1894–1961), US-amerikanischer Historiker
- Dorn, Wilhelm (1893–1974), deutscher Schriftsteller
- Dorn, William Jennings Bryan (1916–2005), US-amerikanischer Politiker
- Dorn, Wolfram (1924–2014), deutscher Politiker (FDP), MdL, MdB
- Dorn, Wolfram (* 1946), deutscher Tierarzt und Hochschullehrer
- Dorn, Wulf (* 1969), deutscher Schriftsteller und Thriller-Autor
- Dorn-Fladerer, Johanna (1913–1988), österreichische Malerin
- Dorn-Jensen, Julie (* 1977), dänische Squashspielerin
- Dorn-Malin, Margret (1895–1953), deutsche Bildhauerin

### Dorna
- Dorna, Guido (1884–1957), italienischer Politiker (Südtirol)
- Dornan, Bob (* 1933), US-amerikanischer Schauspieler und Politiker
- Dornan, James (* 1953), schottischer Politiker
- Dornan, Jamie (* 1982), nordirischer Schauspieler, Fotomodel und MusikerJamie Dornan (* 1982)

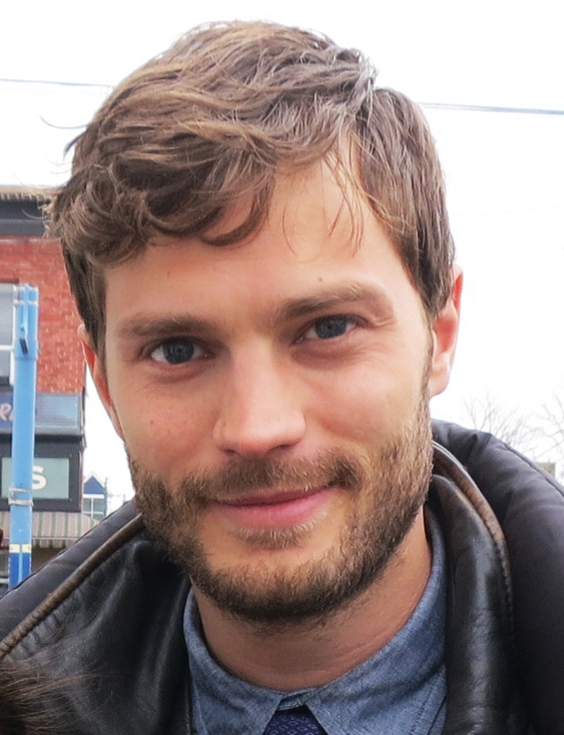
Jamie Dornan (* 1982)

- Dornan, Samuel Shaw (1871–1941), irischer Anthropologe, Theologe und Missionar
- Dornau, C. von (1866–1945), deutsche Schriftstellerin
- Dornau, Caspar (1577–1632), deutscher Philologe, Leibarzt, Rektor und Autor
- Dornau, Jörg (* 1970), deutscher Politiker (AfD), MdL Sachsen
- Dornauer, Georg (* 1955), österreichischer Politiker (SPÖ), Landtagsabgeordneter in Tirol
- Dornauer, Georg (* 1983), österreichischer Politiker (SPÖ), Landtagsabgeordneter in Tirol
- Dornauer, Lisa-Maria (* 1992), österreichische Triathletin
- Dornauer, Ludwig (* 1953), österreichischer Schauspieler
- Dornauer, Philipp (* 1992), österreichischer Film- und TheaterschauspielerPhilipp Dornauer (* 1992)

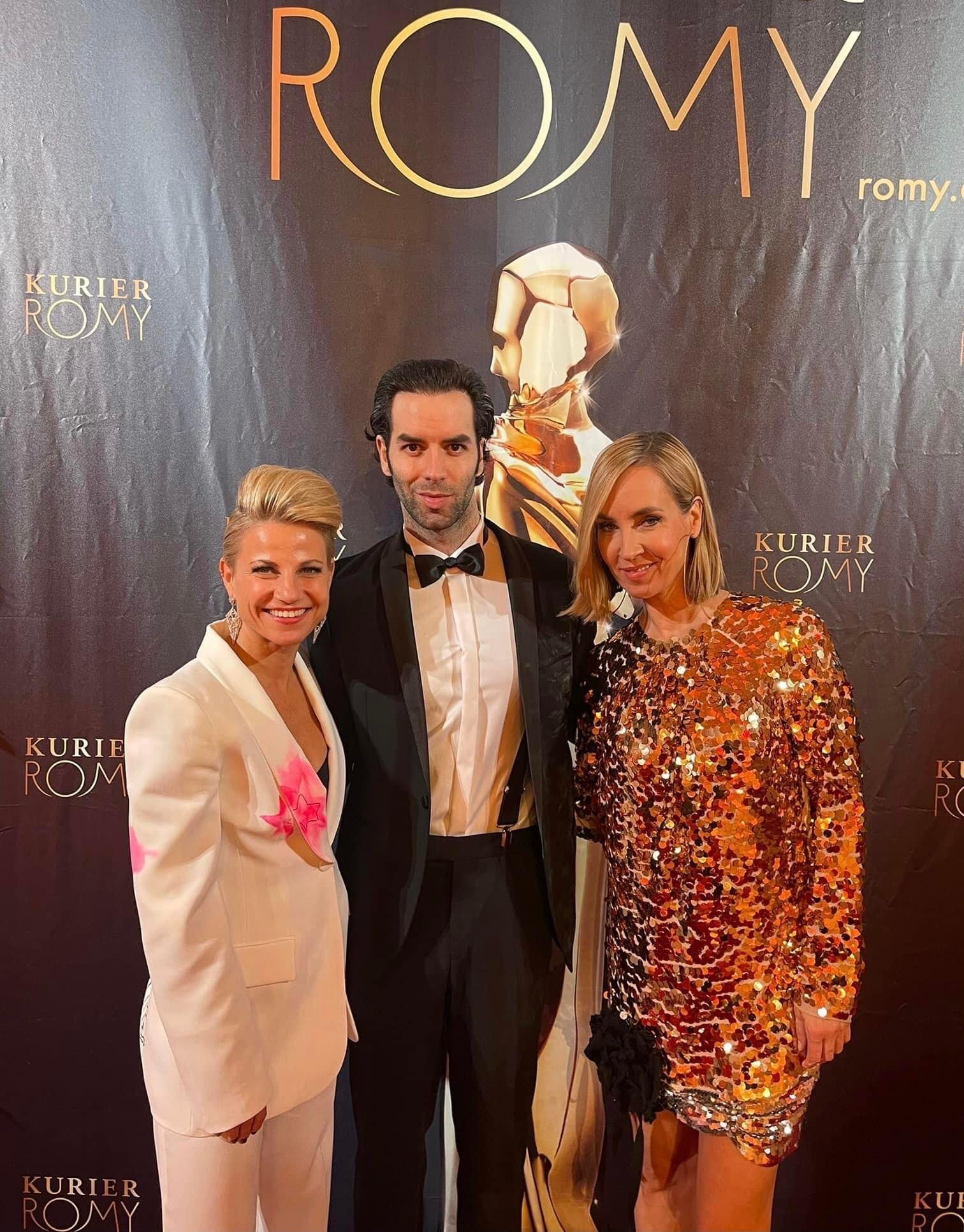
Philipp Dornauer (* 1992)

- Dornauf, Peter (* 1947), neuseeländischer Dichter, bildender Künstler und ehemaliger Hochschullehrer

### Dornb
- Dornbach, Hans (1885–1952), deutscher Maler
- Dornbach, Jonas (* 1978), deutscher Filmproduzent und Regisseur
- Dörnbach, Maximilian (* 1995), deutscher Bahnradsportler
- Dörnberg zu Hausen, Hugo von (1884–1963), Landrat des Landkreises Gelnhausen
- Dörnberg, Albert von (1824–1915), deutscher Beamter und Politiker, MdR
- Dörnberg, Alexander von (1801–1860), Diplomat und Außenminister
- Dörnberg, Alexander von (1901–1983), deutscher Jurist und Politiker (NSDAP)
- Dörnberg, Carl Ludwig von (1749–1819), Mitglied der Reichsstände im Königreich Westphalen
- Dörnberg, Ernst Friedrich von (1801–1878), Chef der Thurn und Taxis’schen Gesamtverwaltung
- Dörnberg, Ferdinand von (1833–1902), preußischer Generalleutnant
- Dörnberg, Hans von († 1438), hessischer Marschall und Amtmann
- Dörnberg, Hans von (1427–1506), hessischer Hofmarschall und Statthalter
- Dörnberg, Hans von (1465–1506), hessischer Amtmann und Rat
- Dörnberg, Hans von (1755–1803), deutscher Jurist, Landgräflicher Kammerherr
- Dörnberg, Heinrich von (1831–1905), deutscher Historienmaler
- Dörnberg, Hermann von (1828–1893), preußischer Generalleutnant
- Dörnberg, Hugo von (1844–1930), deutscher Rittergutsbesitzer und Abgeordneter des Preußischen Herrenhauses und des Provinziallandtages der Provinz Hessen-Nassau
- Dörnberg, Johann Caspar von (1616–1680), Landgräflicher Kammerjunker und Diplomat
- Dörnberg, Johann Caspar von (1689–1734), Kurfürstlicher Kammerherr und Diplomat
- Dörnberg, Julius von (1837–1922), deutscher Jurist, preußischer Verwaltungsbeamter, Landrat des Kreises Kassel
- Dörnberg, Karl von (1782–1850), Regierungspräsident der Provinz Fulda
- Dörnberg, Karl von (1854–1891), deutscher Verwaltungsbeamter und Diplomat
- Dörnberg, Karl von (1863–1929), deutscher Verwaltungsjurist und Landtagsabgeordneter in Hessen-Nassau
- Dörnberg, Konrad Heinrich von (1769–1828), bayerischer Regierungspräsident der Oberpfalz
- Dornberg, Martin (* 1959), deutscher Philosoph
- Dörnberg, Moritz von (1821–1912), Mitglied der kurhessischen Ständeversammlung
- Dörnberg, Wilhelm Ferdinand von (1750–1783), preußischer Jurist und Beamter
- Dörnberg, Wilhelm Ludwig von (1691–1741), Landgräflicher Regierungsrat und kaiserlicher Delegationskommissar

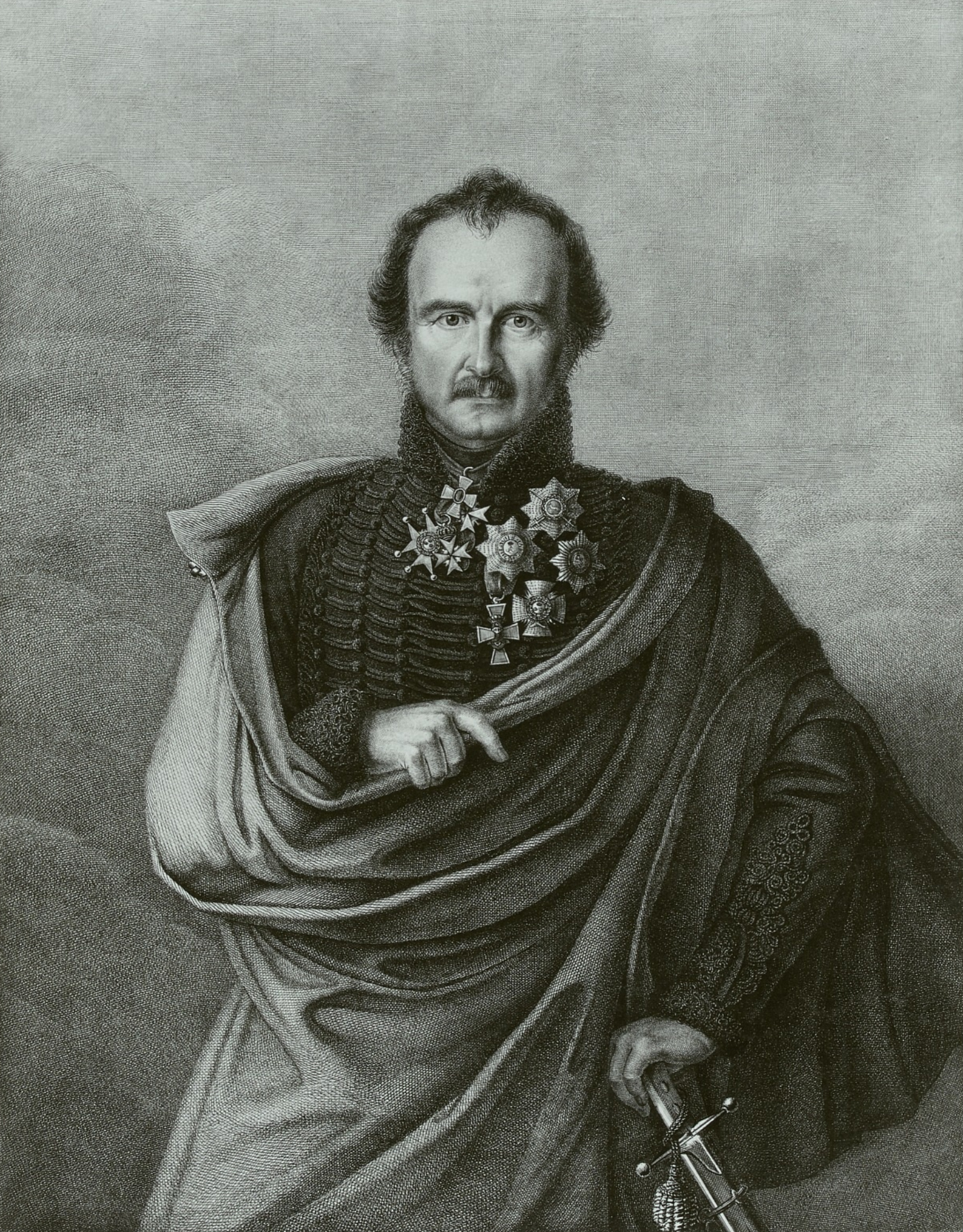
Wilhelm von Dörnberg (1768–1850)

- Dörnberg, Wilhelm von (1768–1850), deutscher General und FreiheitskämpferWilhelm von Dörnberg (1768–1850)
- Dörnberg, Wilhelm von (1781–1877), Landtagsabgeordneter Großherzogtum Hessen
- Dörnberg, Wilhelmine von (1803–1835), Reichsfreiin von Dörnberg
- Dörnberg, Wolfgang Ferdinand von (1724–1793), preußischer Justizminister
- Dornberger, Carl, deutscher Steinmetzmeister
- Dørnberger, Carl (1864–1940), norwegischer Maler
- Dornberger, Gerhard (1926–2014), deutscher Jurist
- Dornberger, Peter (* 1945), deutscher Arzt und Berliner Politiker (parteilos), MdA
- Dornberger, Walter (1895–1980), deutscher Ingenieur und Chef des deutschen Raketenwaffen-ProgrammsWalter Dornberger (1895–1980)

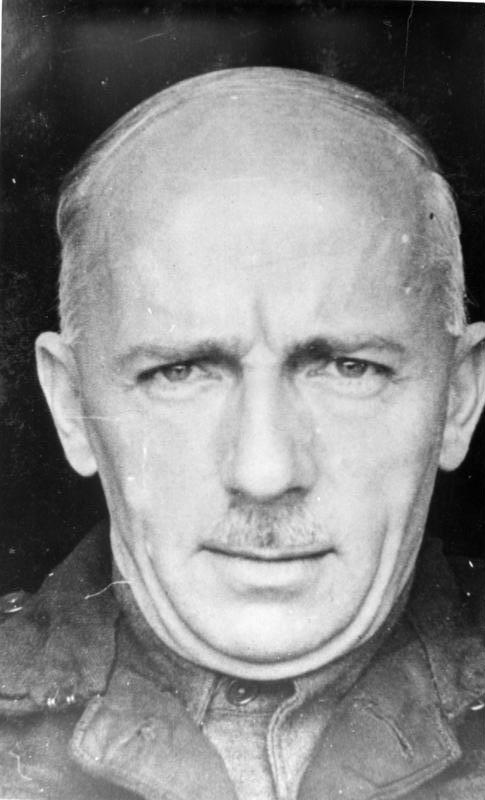
Walter Dornberger (1895–1980)

- Dornblüth, Augustin, Benediktinermönch, Gegner Gottscheds im barocken Sprachenstreit
- Dornblüth, Friedrich (1825–1902), deutscher Mediziner, Hygieniker und Sachbuchautor
- Dornblüth, Gesine (* 1969), deutsche Slawistin und Hörfunkjournalistin
- Dornblüth, Ludwig (1784–1857), deutscher Mediziner
- Dornblüth, Marcus (1642–1715), Bürgermeister von Dresden
- Dornblüth, Otto (1860–1922), deutscher Mediziner und Herausgeber eines medizinischen Nachschlagewerks
- Dornblüth, Wilhelm (1896–1967), deutscher lutherischer Geistlicher, Landessuperintendent des Sprengels Lüneburg
- Dornbrach, Abdullah Halis (* 1945), deutscher Sufi-Scheich des Mevlevi-Sufiordens und traditioneller islamischer Gelehrter
- Dornbrach, Astrid Ylva (* 1965), deutsche Autorin und Journalistin
- Dornbrach, Pierre (* 1988), deutscher Politiker (NPD)
- Dornbrack, Cornelia (* 1952), deutsche Leichtathletin
- Dornbusch, Åsa (* 1975), schwedische Opernsängerin (Mezzosopran)
- Dornbusch, Hans (1938–2020), deutscher Handballtrainer
- Dornbusch, Horst (* 1947), deutsch-amerikanischer Brauerei-Berater und Fachautor
- Dornbusch, Jochen (* 1957), deutscher Radsporttrainer
- Dornbusch, Phillip (* 1994), deutscher Jazzmusiker (Saxophon, Klarinette, Komposition)
- Dornbusch, Rudiger (1942–2002), deutsch-US-amerikanischer Ökonom
- Dornbusch, Siegfried (1925–2004), deutscher Schauspieler und Kabarettist
- Dornbusch, Stefan (* 1963), deutscher Künstler
- Dornbush, Richard (* 1991), US-amerikanischer Eiskunstläufer

### Dornd
- Dorndeck, Rainer (1941–2011), deutscher Fotograf
- Dorndorf, Eberhard (* 1934), deutscher Rechtswissenschaftler
- Dorndorf, Maria (1919–2009), deutsche Psychologin
- Dorndorf, Philipp Wilhelm Friedrich von (1827–1901), hannoverscher Rittmeister, königlich preußischer Generalleutnant, Kommandeur der 1. Infanteriebrigade

### Dorne
- Dorne, Hermann von (1489–1559), deutscher Kaufmann und Ratsherr der Hansestadt Lübeck
- Dorne, Hermann von (1535–1594), Kaufmann und Bürgermeister der Hansestadt Lübeck
- Dorne, Hermann von (1568–1607), Lübecker Ratsherr
- Dorne, Hermann von (1596–1665), Lübecker Bürgermeister und Gutsbesitzer
- Dorne, Hieronymus von (1603–1671), deutscher Jurist, Orientreisender und Stadthauptmann von Mölln
- Dorne, Hieronymus von (1646–1704), Bürgermeister der Hansestadt Lübeck
- Dorne, Konrad von (1625–1691), Ratsherr der Hansestadt Lübeck
- Dorne, Lucien-Marie (1914–2006), französischer römisch-katholischer Geistlicher und Ordensgründer
- Dorneanu, Irina (* 1990), rumänische Ruderin
- Dorneanu, Valer (* 1944), rumänischer Jurist, Richter und Politiker
- Dornebusch, Felix (* 1994), deutscher Fußballtorhüter
- Dorneck, Carina (* 1987), deutsche Rechtswissenschaftlerin und Hochschullehrerin
- Dornel, Louis-Antoine (1680–1757), französischer Organist und Komponist
- Dorneles Gonçalves, Maurine (* 1986), brasilianische Fußballspielerin
- Dornelles, José Amir da Costa (* 1953), brasilianischer Diplomat
- Dornelles, Sergio Iván (* 1974), argentinischer römisch-katholischer Geistlicher, Weihbischof in Buenos Aires
- Dörnemann, Holger (* 1967), deutscher römisch-katholischer Theologe und Religionspädagoge
- Dörnemann, Karl-Friedrich (1901–1969), deutscher Politiker (NSDAP), MdL
- Dörnemann, Kurt (1913–2009), deutscher Journalist und Schriftsteller
- Dornemann, Luise (1901–1992), deutsche Funktionärin des DFD
- Dornemann, Volker (* 1968), deutscher Autor und Illustrator
- Dörnen, Ralf (* 1960), deutscher Tänzer, Choreograph und Ballettdirektor
- Dorner, Adolf (1840–1892), deutscher Turnlehrer und Städtischer Turnwart in Berlin
- Dorner, Alexander (1893–1957), deutscher Kunsthistoriker und Hochschullehrer
- Dorner, Alfons (* 1936), deutscher Skilangläufer
- Dörner, Alfred (1906–1971), deutscher Goldschmied und Metallgestalter
- Dörner, Andreas (* 1960), deutscher Medienwissenschaftler
- Dörner, Andy (* 1976), deutscher Kraftdreikämpfer
- Dorner, Anton (* 1950), österreichischer Skirennläufer
- Dorner, August Johannes (1846–1920), deutscher evangelischer Theologe
- Dörner, Axel (* 1964), deutscher Jazz-Trompeter und Komponist
- Dörner, Bernward (* 1956), deutscher Zeithistoriker und Antisemitismusforscher
- Dorner, Birgit, Kunstpädagogin, Künstlerin und Professorin
- Dorner, Christopher (1979–2013), US-amerikanischer Polizeibeamter, MordverdächtigerChristopher Dorner (1979–2013)

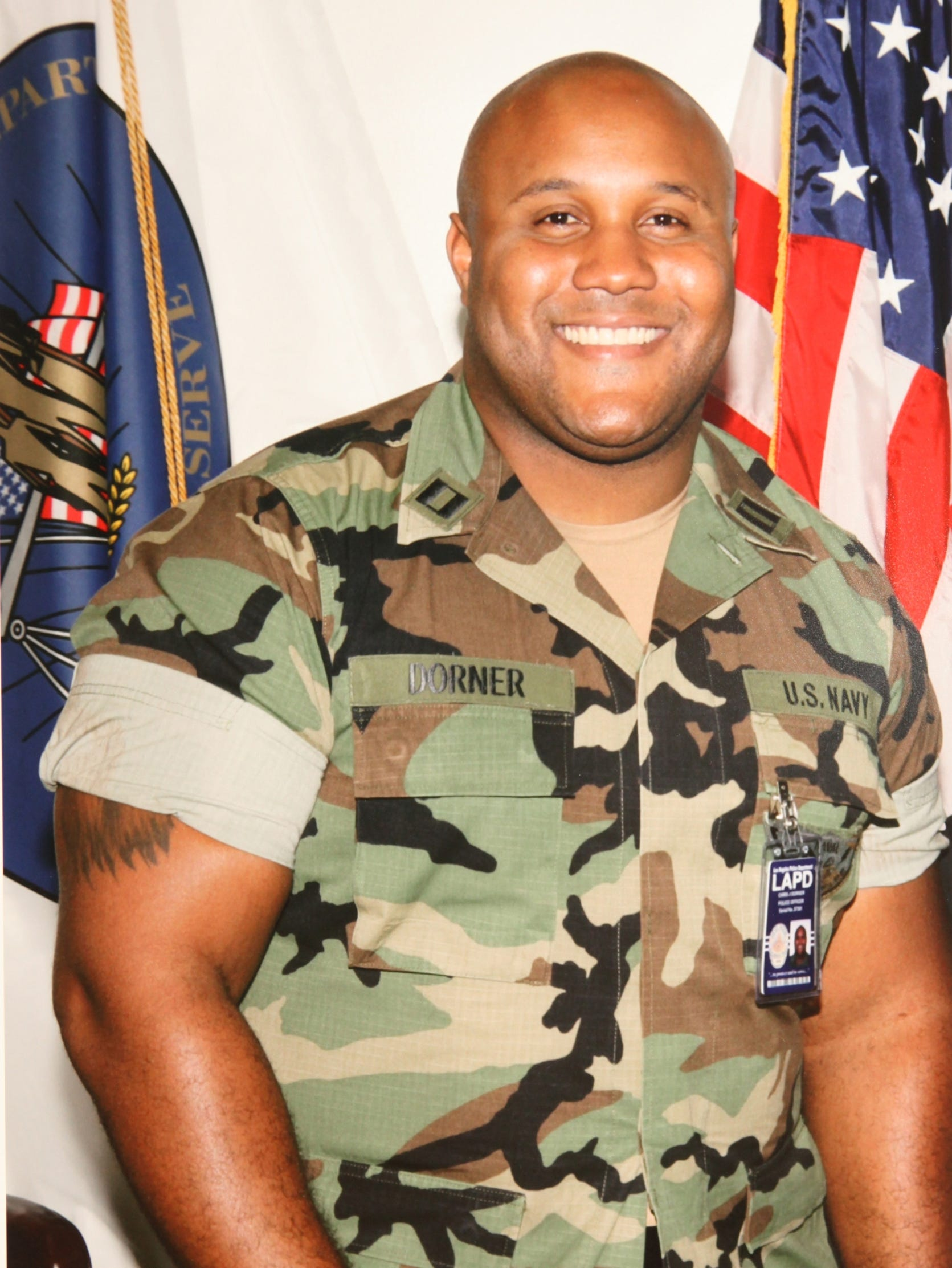
Christopher Dorner (1979–2013)

- Dorner, Clemens (* 1991), österreichischer Skirennläufer
- Dorner, Dieter (1943–2012), österreichischer Hörfunkmoderator
- Dorner, Dieter (* 1967), österreichischer Politiker (FPÖ), Landtagsabgeordneter
- Dörner, Dietrich (* 1938), deutscher emeritierter Psychologe
- Dorner, Edwin (1926–2012), deutscher Schauspieler und Hörspielsprecher
- Dörner, Eleonore (1912–1997), deutsche Germanistin und Schriftstellerin
- Dorner, Emil Christian (1848–1922), deutscher Jurist, Gerichtspräsident und Mitglied der Badischen Ständeversammlung
- Dorner, Erwin (1879–1951), deutscher Verwaltungs- und Polizeibeamter
- Dorner, Françoise (* 1949), französische Schauspielerin und Schriftstellerin
- Dörner, Friedrich Karl (1911–1992), deutscher Althistoriker und Epigraphiker
- Dörner, Fritz (1908–1976), deutscher Soldat und Arzt
- Dörner, Günter (1929–2018), deutscher Mediziner
- Dörner, György (* 1953), ungarischer Schauspieler
- Dörner, Hans-Jürgen (* 1944), deutscher Jurist
- Dörner, Hans-Jürgen (1951–2022), deutscher Fußballtrainer und -spielerHans-Jürgen Dörner (1951–2022)

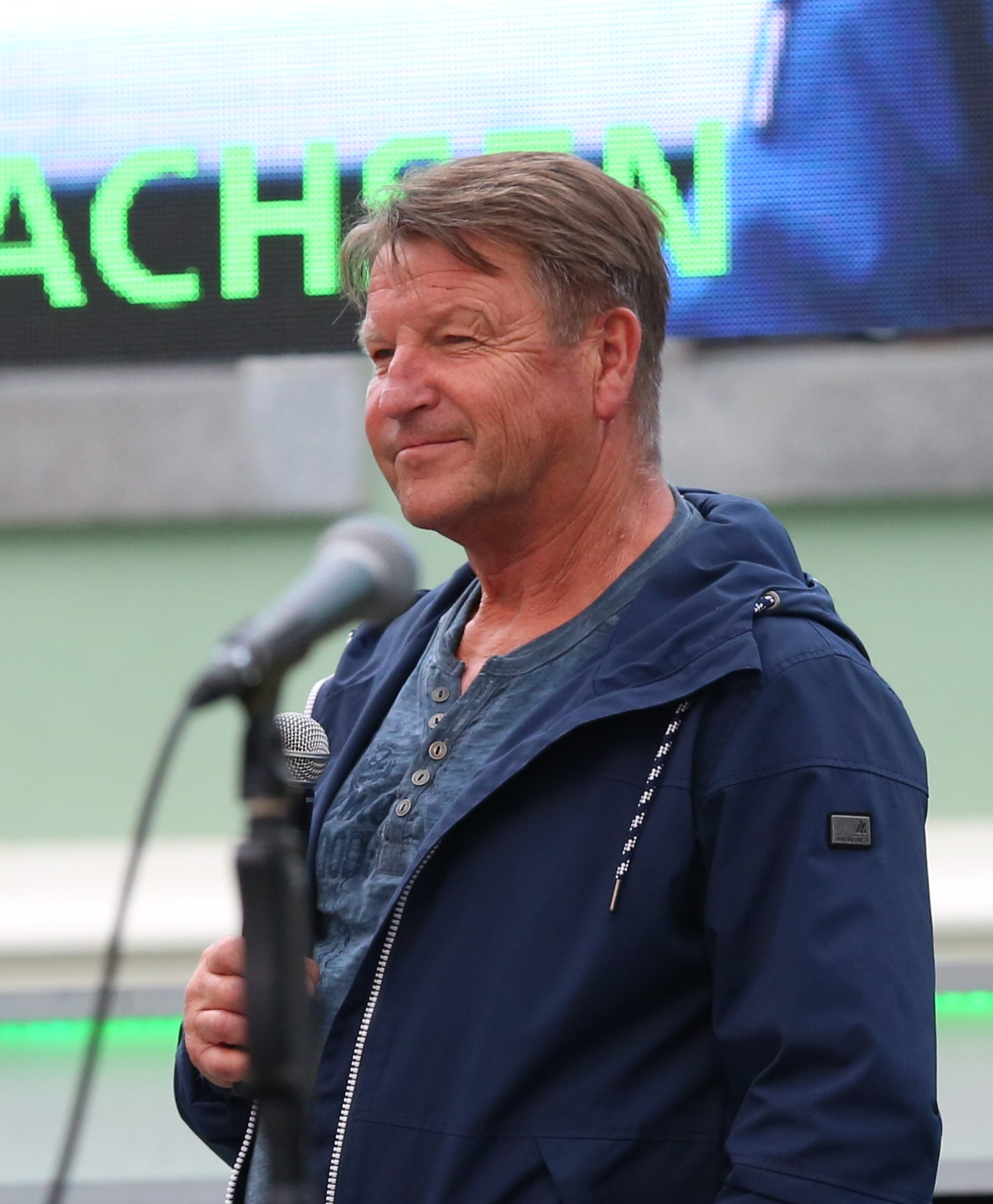
Hans-Jürgen Dörner (1951–2022)

- Dörner, Heiner (* 1940), deutscher Windenergie-Wissenschaftler und Kommunalpolitiker (Freie Wähler)
- Dörner, Heinrich (* 1948), deutscher Rechtswissenschaftler
- Dorner, Heinrich (* 1981), österreichischer Politiker (SPÖ), Landesrat im Burgenland
- Dörner, Helmut (1909–1945), deutscher SS-Führer im Zweiten Weltkrieg
- Dorner, Helmut (* 1952), deutscher Maler
- Dörner, Herbert (1930–1991), deutscher Fußballspieler
- Dorner, Hermann (1882–1963), deutscher Motorflugzeug-Konstrukteur
- Dorner, Iben (* 1978), dänische Theater- und Filmschauspielerin
- Dorner, Isaak August (1809–1884), deutscher evangelischer Theologe, Hochschullehrer und Kirchenpolitiker
- Dorner, Johann Jakob der Ältere (1741–1813), deutscher Künstler
- Dorner, Johann Jakob der Jüngere (1775–1852), deutscher Maler
- Dorner, Johann Konrad (1809–1866), deutscher Maler
- Dörner, Karl (1893–1956), deutscher Priester und theologischer Schriftsteller
- Dörner, Karl Franz (* 1970), österreichischer Wirtschaftswissenschaftler
- Dorner, Karl-Heinz (* 1979), österreichischer Skispringer
- Dörner, Katja (* 1976), deutsche Politikerin (Bündnis 90/Die Grünen), MdBKatja Dörner (* 1976)

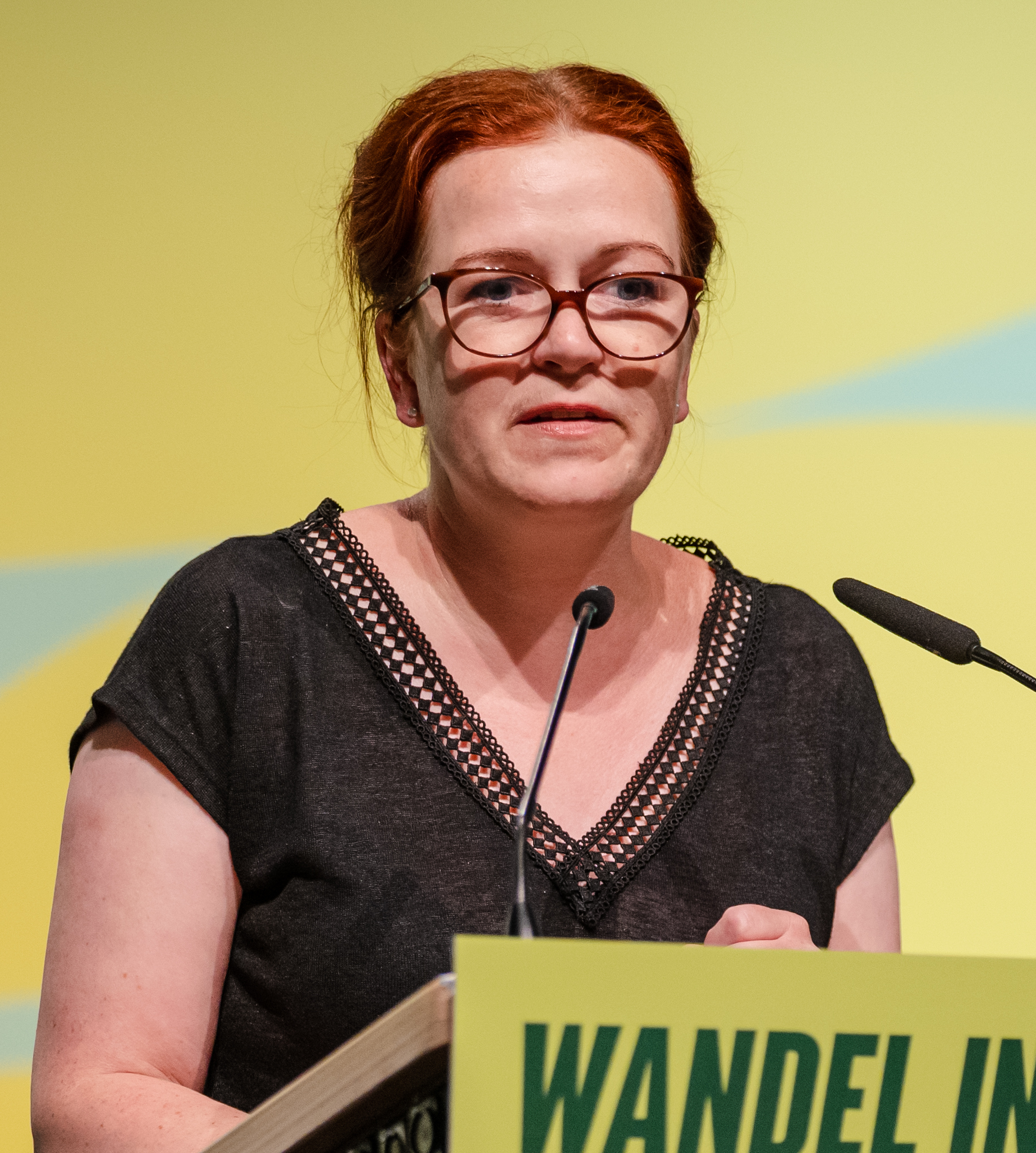
Katja Dörner (* 1976)

- Dörner, Klaus (1933–2022), deutscher Mediziner und Psychiater
- Dorner, Konrad (* 1938), deutscher Fußballspieler
- Dorner, Leo (* 1947), österreichischer Philosoph
- Dorner, Mario (* 1970), österreichischer Fußballspieler und aktueller Fußballtrainer
- Dorner, Martin (* 1985), österreichischer Fußballspieler und -trainer
- Dorner, Maximilian (1973–2023), deutscher Journalist und Schriftsteller
- Dorner, Mirko (1921–2004), deutscher Instrumentenbauer, Komponist und Cellist
- Dörner, Olaf (* 1969), deutscher Erziehungswissenschaftler
- Dorner, Peter (1857–1931), Tiroler Kunstschmied
- Dorner, Raimund (1831–1917), österreichischer Feldmarschall
- Dörner, Rainer (* 1937), deutscher Hindernisläufer
- Dörner, Reinhard (* 1961), deutscher Physiker
- Dörner, Stephan (* 1982), deutscher Journalist
- Dorner, Thomas (* 1998), österreichischer Fußballspieler und Skirennläufer
- Dörner, Walter (* 1895), deutscher DBD-Funktionär, MdV
- Dorner, Walter (1942–2017), österreichischer Chirurg, Präsident der Österreichischen Ärztekammer
- Dornes, Carl (1906–1980), deutscher Jurist, Verwaltungsbeamter und Politiker (FDP/DVP), MdL
- Dornes, Martin (1950–2021), deutscher Soziologe, Psychologe, Psychotherapeut und AutorMartin Dornes (1950–2021)

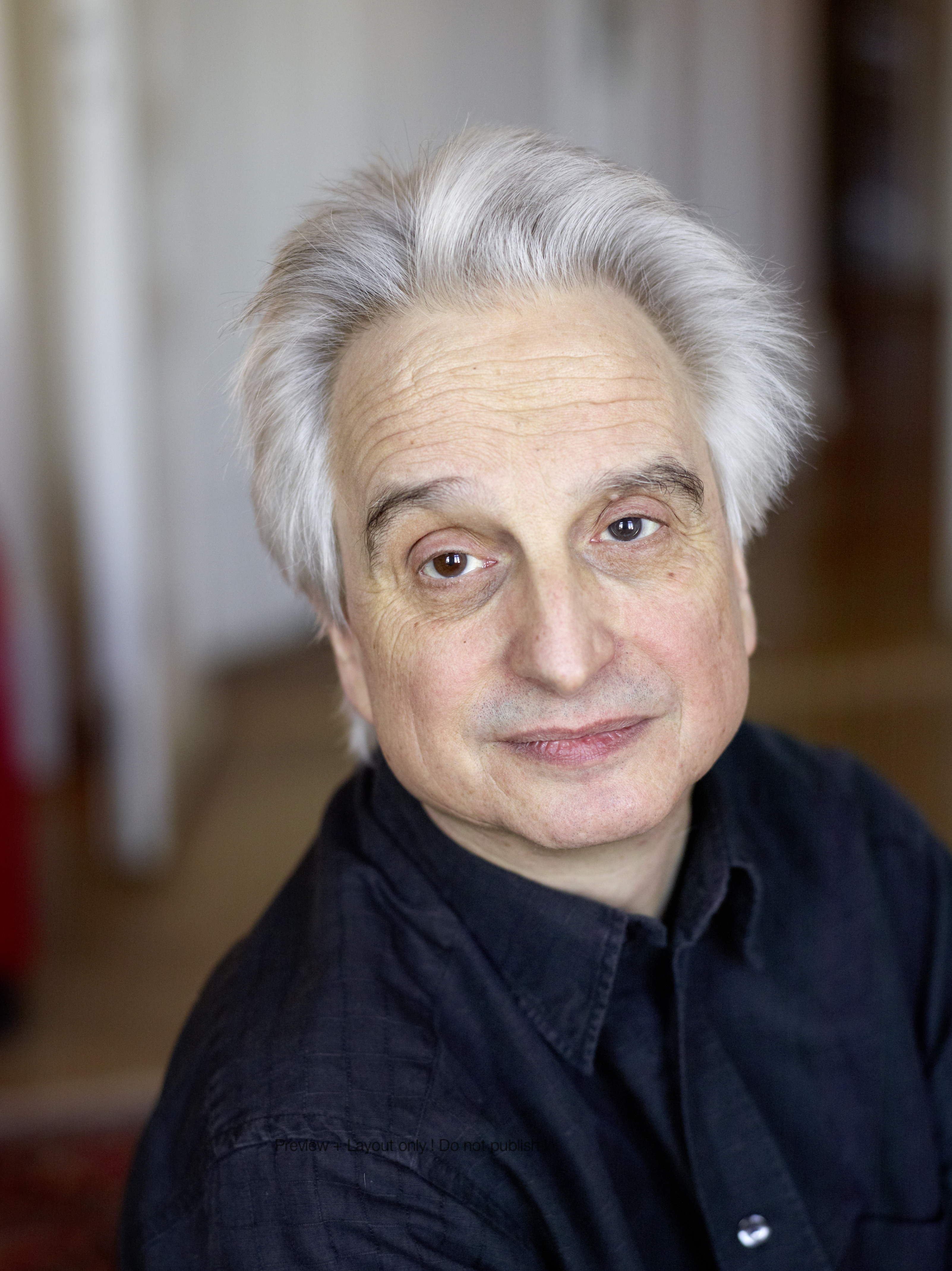
Martin Dornes (1950–2021)

- Dornewaß, Otto (1840–1905), deutscher Opernsänger (Bass), Theaterschauspieler und Opernregisseur
- Dornewaß, Wilhelm (1819–1896), deutscher Tänzer und Theaterschauspieler

### Dornf
- Dornfeld, Immanuel (1796–1869), deutscher Verwaltungsbeamter und Weingärtner
- Dornford-May, Mark (* 1955), britischer Regisseur

### Dornh
- Dornhackl, David (* 1990), österreichischer Fußballspieler
- Dörnhaus, Wilhelm (1890–1970), deutscher Politiker (FDP), MdL
- Dornhecker, Karl (* 1928), deutscher Fußballspieler
- Dornhege, Hans-Georg (* 1938), deutscher Maler
- Dornheim, Alfred (1909–1969), deutscher Germanist und Hochschullehrer
- Dornheim, Andreas (* 1958), deutscher Historiker
- Dornheim, Helena (* 2004), deutsche Volleyballspielerin
- Dornheim, Jonah (* 2008), deutscher Volleyballspieler
- Dornheim, Jutta (* 1936), deutsche Schriftstellerin
- Dornheim, Laura (* 1983), deutsche Wirtschaftsinformatikerin, Unternehmensberaterin und promovierte Geschlechterforscherin
- Dornheim, Michael (* 1968), deutscher Volleyballspieler
- Dornheim, Nikolaus Christian Heinrich († 1830), deutscher Grafiker
- Dornheim, Robert (1875–1971), deutscher Gewerkschaftsfunktionär und Politiker (SPD, USPD)
- Dornhelm, Robert (* 1947), österreichischer FilmregisseurRobert Dornhelm (* 1947)

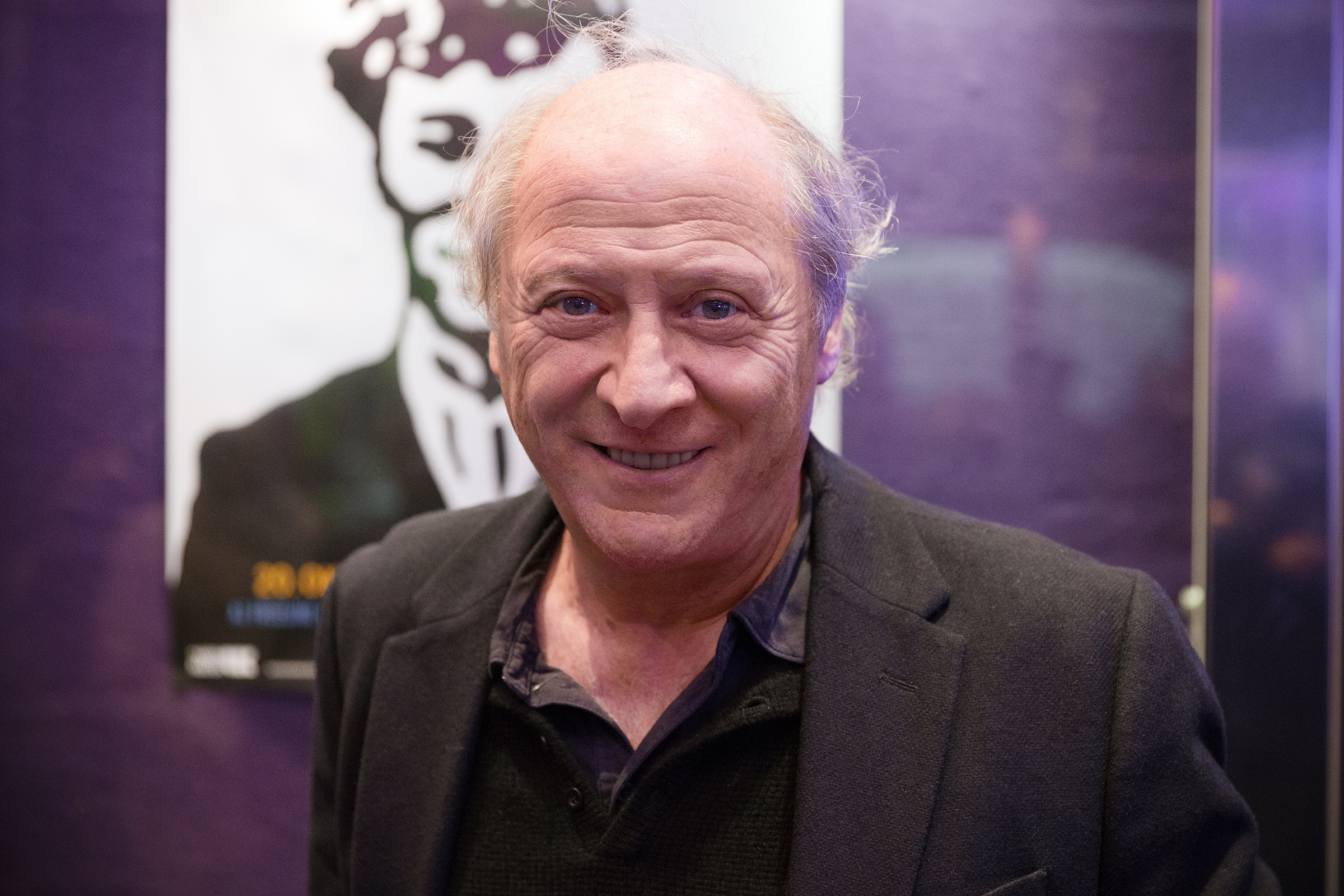
Robert Dornhelm (* 1947)

- Dornhoefer, Gary (* 1943), kanadischer Eishockeyspieler
- Dornhoefer, Sabrina (* 1963), US-amerikanische Langstreckenläuferin
- Dornhof, Alexander (1891–1937), wolgadeutscher katholischer Martyrer und Opfer des Stalinismus
- Dornhofer, Hugo (1896–1977), deutscher Politiker (CDU), Abgeordneter des Thüringer Landtages (SBZ)
- Dornhoff, Martin (* 1944), deutscher Basketballtrainer
- Dörnhöffer, Friedrich (1865–1934), österreichischer Kunsthistoriker und Museumsdirektor

### Dorni
- Dornič, Ivan (* 1985), slowakischer Eishockeyspieler
- Dornick, Carl Wilhelm (1791–1873), deutscher evangelisch-lutherischer Pfarrer und Heimatforscher
- Dornicke, Jan van, flämischer Maler des Antwerpener Manierismus
- Dornieden, Andreas (1887–1976), deutscher Politiker (NSDAP), MdR
- Dornier, Christoph (1938–2008), deutscher Maler und Mäzen
- Dornier, Claude (1884–1969), deutscher FlugzeugkonstrukteurClaude Dornier (1884–1969)

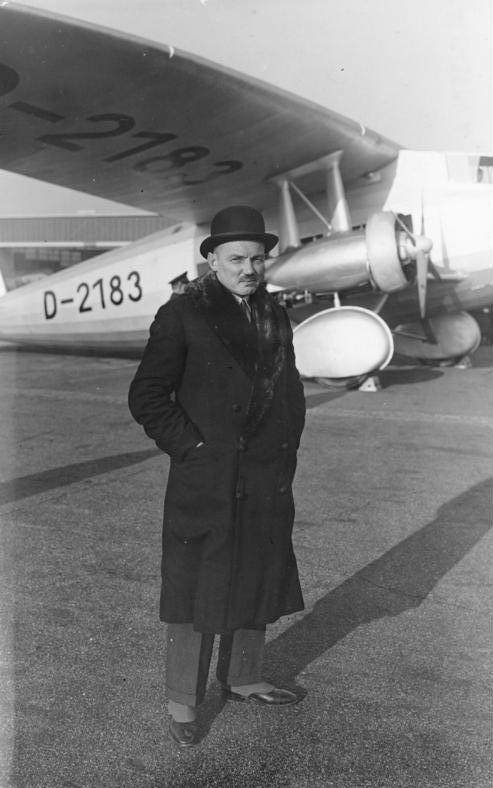
Claude Dornier (1884–1969)

- Dornier, Claudius (1914–1986), deutscher Unternehmer, erster Sohn des Flugzeug-Konstrukteurs Claude Dornier
- Dornier, Iren (* 1959), deutscher Unternehmer
- Dornier, Justus (* 1936), deutscher Unternehmer, Sohn des Flugzeug-Konstrukteurs Claude Dornier
- Dornier, Peter (1917–2002), deutscher Flugzeugkonstrukteur
- Dornier, Silvius (1927–2022), deutscher Ingenieur, Unternehmer und Verleger
- Dornier-Tiefenthaler, Martine (* 1954), deutsch-österreichische Juristin
- Dornig, Dieter (* 1951), deutscher Sänger
- Dornik, Wolfram (* 1978), österreichischer Historiker
- Dorning, Stacy (* 1958), britische Filmschauspielerin
- Dorninger, Philipp (1721–1806), österreichischer Orgelbauer
- Dorninger, Wolfgang (* 1960), österreichischer Musiker, Musik-Produzent und Künstler
- Dornis, Kurt (* 1930), deutscher Maler
- Dornis, Tim W., deutscher Rechtswissenschaftler
- Dornis, Ulrike (* 1966), deutsche Malerin
- Dornisch, Klaus (* 1942), deutscher Klassischer Archäologe
- Dornisch, Werner (* 1942), deutscher Rüstungslobbyist

### Dornk
- Dörnke, Ludwig (1865–1942), deutscher Buchdrucker und Politiker (SPD), MdL
- Dörnke, Richard (1890–1954), deutscher Papiergroßhändler, Sportfunktionär und Begründer des Eilenriederennens

### Dornm
- Dornmayr, Helmut (* 1965), österreichischer Soziologe, Sozialwissenschafter und Schriftsteller

### Dorno
- Dorno, Carl (1865–1942), deutscher NaturforscherCarl Dorno (1865–1942)

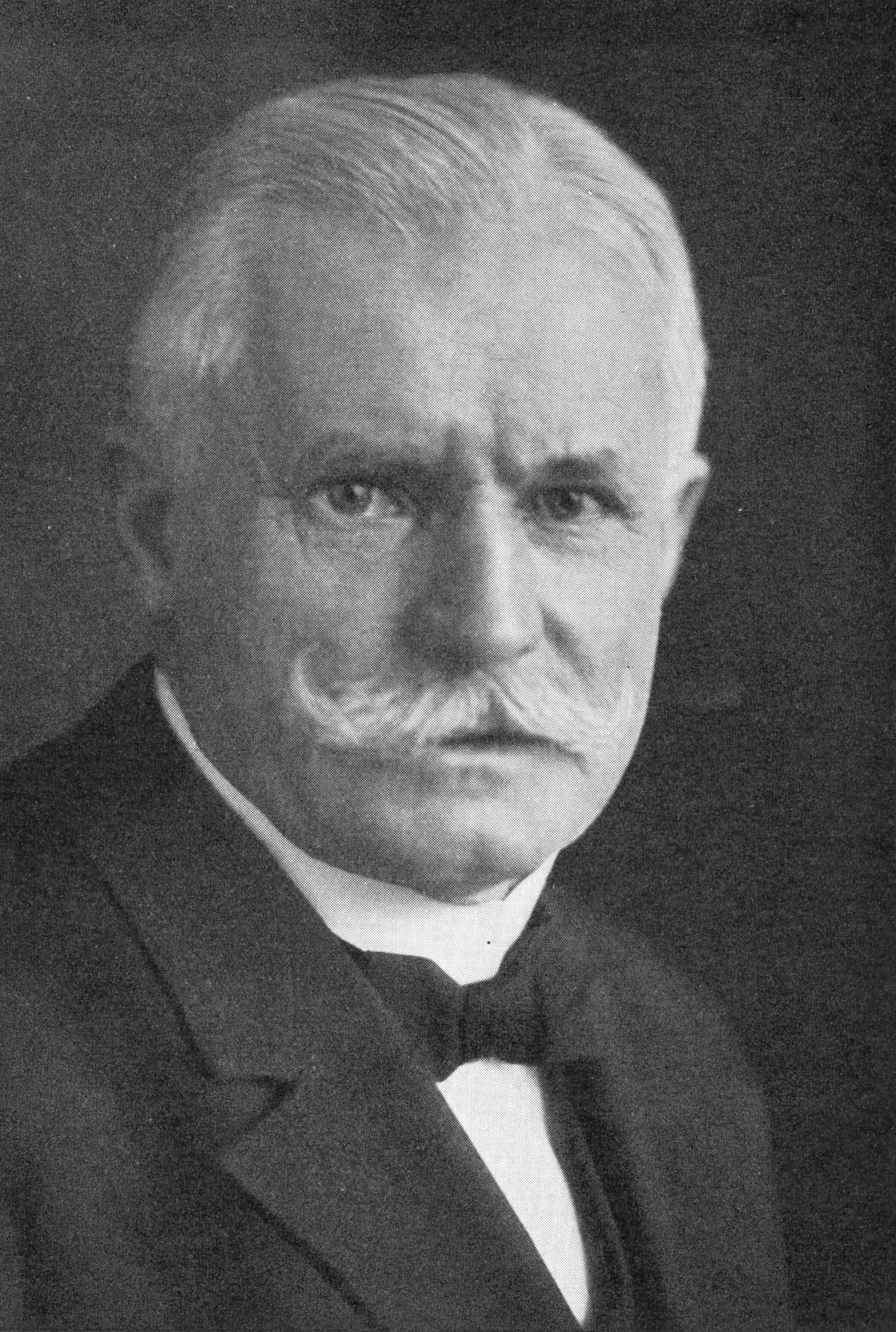
Carl Dorno (1865–1942)

- Dornow, Silke (* 1961), deutsche Schauspielerin und Hörspielsprecherin

### Dornq
- Dornquast, Arne (* 1964), deutscher Verwaltungsbeamter, Bezirksamtsleiter in Hamburg-Bergedorf
- Dornquast, Volker (* 1951), deutscher Politiker (CDU)

### Dorns
- Dornscheidt, Werner Matthias (* 1954), deutscher Manager
- Dornschneider, Winfried (1921–1997), deutscher Theologe
- Dornseif, Frank (* 1948), deutscher Bildhauer
- Dornseif, Peter (1907–1972), deutscher Schauspieler und Hörspielsprecher
- Dornseifer, Friedhelm (* 1946), deutscher Unternehmer
- Dornseifer, Thomas (* 1961), deutscher römisch-katholischer Geistlicher, Generalvikar und Domkapitular im Erzbistum Paderborn
- Dornseiff, Franz (1888–1960), deutscher Philologe
- Dornseiff, Karl (1812–1886), Landtagsabgeordneter Großherzogtum Hessen
- Dornseiff, Richard (1886–1958), deutscher Bühnenschauspieler, -regisseur und Theaterintendant
- Dornseiff, Wilhelm (1843–1933), deutscher Finanzbeamter und Politiker
- Dornseiff, Wilhelm Heinrich (1813–1872), Kriegsminister Großherzogtum Hessen
- Dornseiffer, Johannes (1837–1914), römisch-katholischer Priester und Gründer mehrerer Spar- und Darlehnskassen
- Dornspach, Nikolaus von (1516–1580), Bürgermeister von Zittau
- Dornstrauch, Rudolf (* 1646), deutscher Münzmeister

### Dornv
- Dornvogel, Michael († 1589), deutscher Geistlicher

### Dorny
- Dorny, Bertrand (1931–2015), französischer Künstler
- Dorny, Julia (* 1990), deutsche Athletin, Medienwissenschaftlerin und Journalistin
- Dorny, Mirja (* 1985), deutsche Fußballspielerin
- Dorny, Serge (* 1962), belgischer Opernintendant
- Dornys, Judith (1941–1989), kanadische Schauspielerin